# Pangasinština
Pangasinština je austronéský jazyk a jeden z osmi nejvýznamnějších jazyků Filipín. Jde o nejužívanější jazyk ve filipínské provincii Pangasinan (hovoří jím asi 85 % jejích obyvatel). Vedle toho je jazyk hojně používán v severní části provincie Tarlac, severozápadní části provincie La Union a v dalších menších komunitách v okolí.
Jazyk patří do skupiny malajsko-polynéských jazyků a je příbuzný s malajštinou, indonéštinou, havajštinou, maorštinou a malgaštinou.